# 5365/5366次列车
5365/5366次列车是中国铁路运行于湖南省长沙市至湖南省韶山市间的普通旅客快车，1967年12月28日起自长沙站开行，由广铁集团长沙客运段负责客运任务，开通时全程票价是5毛钱。这趟列车是1967年12月28日韶山铁路开通后，长沙至韶山间开行的首趟旅客列车，当时车次为“韶1/韶2次”。2001年起，列车更改车次为5365/5366次列车。5365/5366次列车每次春运期间都会停开，2015年曾停开一段时间，于2016年8月15日恢复重开。票价最高为9.5元人民币。但随着公路的发展以及沪昆客运专线韶山南站的建成，5365/5366次列车自2017年1月5日停运。